# Antoine Ponroy
Antoine Ponroy (Rouen, 15 aprile 1986) è un ex calciatore francese, di ruolo difensore.

## Carriera
Nel 2006, dopo due anni nelle giovanili del Rennes Ponroy si trasferì a parametro zero ai Rangers assieme al compagno William Stanger, raggiungendo il connazionale Paul Le Guen. A Glasgow non riuscì a giocare neanche una partita in prima squadra ma fu titolare nella squadra riserve come difensore esterno sinistro.
Nel 2007 rientra a giocare in patria nel Championnat National, prima con la maglia del Cannes, poi con quella del Beauvais. Nel 2009 si trasferì all'Evian, contribuendo alla salita del club in Ligue 2. Dopo un anno in prestito al Paris Football Club, nel 2011 è passato a indossare la maglia del Laval dove non riesce a mettersi in mostra collezionando solo 3 presenze in campionato e 2 in coppa. Dopo una breve esperienza al Vannes, nel 2013 passa all'Orléans con il quale conquista il campionato e la seconda promozione in Ligue 2 della carriera.